# Mesures par satellite du dioxyde de carbone

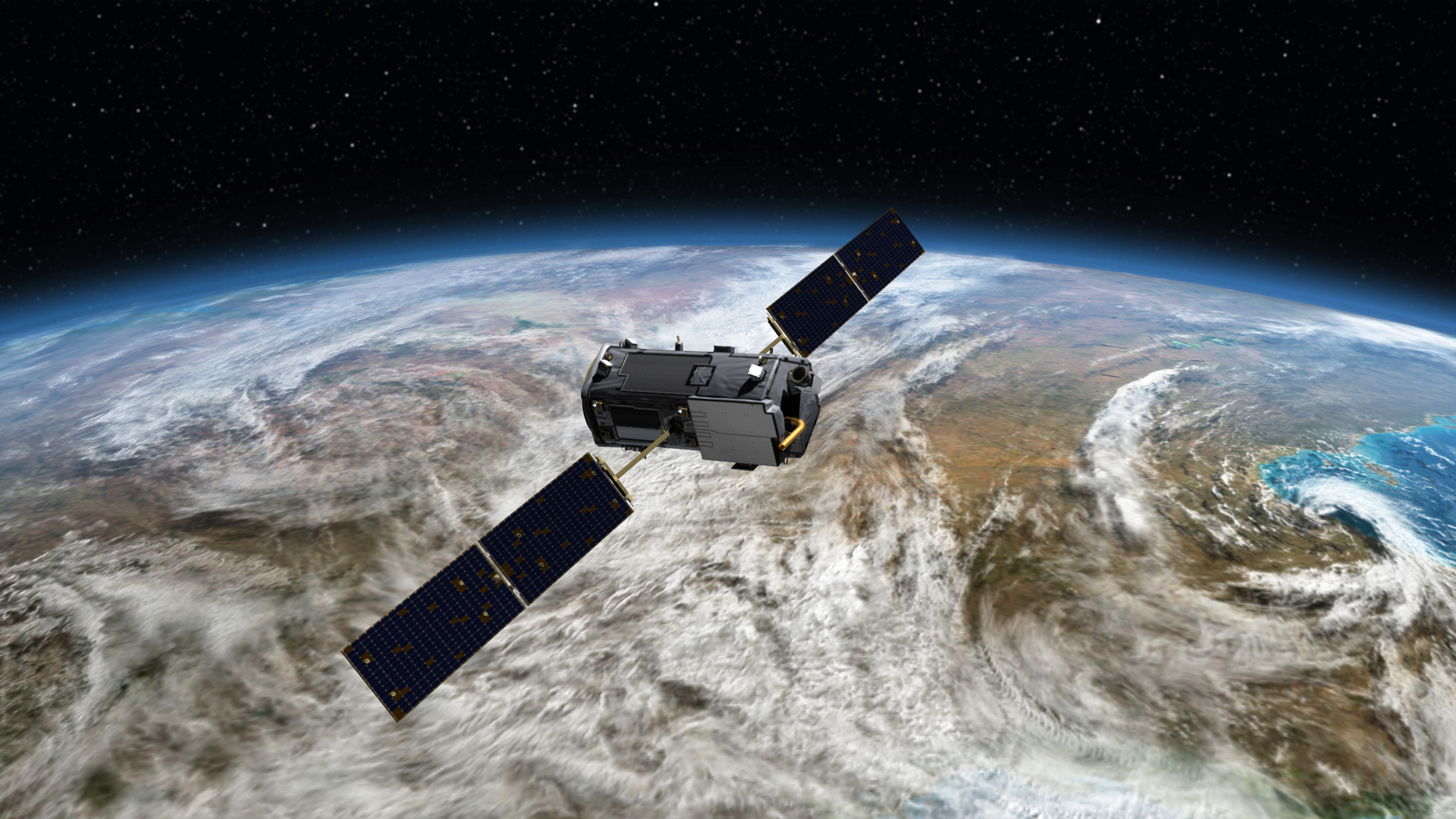
Illustration artistique de l'Orbiting Carbon Observatory 2 (OCO-2), satellite de la NASA en charge de mesurer les taux de

Les mesures spatiales du dioxyde de carbone (CO2) sont utilisées pour étudier le cycle du carbone terrestre. Il existe une grande diversité d’instruments actifs et en lancement prévus pour mesurer le dioxyde de carbone de l’atmosphère terrestre à partir de l’espace. La première mission satellitaire conceptualisée pour mesurer le CO2 était le Interferometric Monitor for Greenhouse Gases (IMG) à bord du satellite ADEOS-I en 1996. La durée de cette mission est inférieure à un an. Depuis lors, des mesures spatiales supplémentaires ont été entreprises, incluant celles de deux satellites haute précision (de l’ordre de 0,3 % ou 1 ppm, GOSAT et OCO-2). Différentes conceptions d’instruments peuvent être le fruit de missions originellement différentes de celles concernant l’étude du cycle du carbone. 

## Objectifs et principaux résultats
De nombreuses questions restent en suspens parmi les disciplines scientifiques qui s’intéressent au cycle du carbone, et les observations satellitaires peuvent contribuer à y répondre. On sait que le système terrestre absorbe approximativement la moitié de la totalité des émissions anthropogéniques de CO2. Cela dit, on ne connaît pas précisément comment cette absorption se distribue parmi les régions terrestres. Des incertitudes sont également soulignées sur le comportement de ces différentes régions et de leurs climats vis-à-vis des flux de CO2. Par exemple, une forêt peut augmenter son absorption en CO2 due à sa fertilisation (ou β-effect), ou pourrait relarguer du CO2 dû à l’accélération du métabolisme par les microbes soumis au stress de hautes températures. Ces questions sont complexes et nuancées dans leurs réponses, d’autant que les données restent géographiquement et temporellement limitées.
Même si les observations par satellite de CO2 restent assez récentes, elles furent utilisées pour un certain nombre d’objectifs, certains étant listés ci-dessous.
- L’augmentation du CO2 dans les mégapoles, qui ont été observées par le satellite GOSAT, et des estimations fiables de ces changements urbains dans l’augmentation du CO2 anthropogénique ont été faites pour la modélisation temporelle[4]
- Les observations satellites ont été utilisées pour visualiser la distribution globale du CO2 [5], avec l’inclusion d’études sur les émissions anthropogéniques[6]
- L’estimation des flux de CO2 a pu être faite dans et entre différentes régions du globe[7],[8]
- Des liens statistiques ont été observés entre certaines anomalies de températures et les mesure de CO2 dans les régions boréales[9]
- Des modèles asymétriques zonaux de CO2 ont été mis en place pour observer les signatures/traces des combustibles fossiles[10]
- Des quotients d’émission de CO2/ CH4 (méthane) ont pu être mesurés concernant les feux de forêt[11]
- Des quotients d’émission de CO2/CO (marquant une combustion incomplète), mesurés par l’instrument MOPITT ont été analysés sur de grandes régions urbanisées du globe pour mesurer leur statut/évolution de développement[12]
- Les observations d'OCO-2 ont été utilisées pour estimer les émissions de CO2 des feux de forêts tropicales indonésiens en 2015[13]
- Ces observations d'OCO-2 ont également été utilisées pour estimer les flux excédentaires continentaux-océaniques dus au phénomène El Nino de 2014-2016 [14],[15]
- Les observations GOSAT ont été utilisées pour relier le phénomène El Nino Modoki de 2010-2011 au bilan carbone brésilien [16]
- Les observations d'OCO 2 ont été utilisées pour quantifier les émissions de CO2 des centrales électriques, soulignant le potentiel significatif du suivi futur des émissions de CO2 capté par les satellites[17]

## Enjeux
La télédétection des gaz atmosphériques à l'état de traces (autres que le dioxyde d'azote, N2 et le dioxygène, O2) comporte de nombreux enjeux et défis. La plupart des techniques s’appuient sur l’observation de la lumière infrarouge réfléchie par la surface terrestre. Du fait de l’utilisation de la spectroscopie par ces instruments, un spectre de chaque signature gazeuse est enregistré - signifiant que les données satellitaires transférables/téléchargeables sont significativement plus lourdes (~1000x) comparativement à un pixel RGB. Les changements de l’albédo de surface et des angles d’observation des capteurs satellite peuvent affecter les mesures, d’autant que les satellites peuvent employer différents modes d’observation sur différentes zones géographiques, constituant une incertitude supplémentaire pour le calcul algorithmique de données brutes vers des produits finaux. Comme pour d’autres instruments satellitaires, les débris spatiaux doivent être évités pour l’intégrité des capteurs et satellites. 
La vapeur d'eau peut diluer le contenu des gaz dans l’atmosphère sèche et ainsi modifier la quantité de CO2 captée sur une colonne d’air au dessus de la surface terrestre, expliquant pourquoi les fractions molaires de l’air sec dans la colonne (xCO2) sont le plus souvent calculées et données en produit final. Pour ce faire, les instruments/capteurs peuvent également mesurer le dioxygène (O2) qui est dilué dans la vapeur d'eau H2O comme les autres gaz, ou encore les algorithmes peuvent prendre en compte le contenu en vapeur d’eau et la pression atmosphérique en surface, provenant d’autres mesures/observations . Les nuages peuvent également interférer avec des mesures précises du CO2, impliquant d’embarquer sur les plateformes des instruments spécifiques à l’observation du couvert nuageux. Du fait de mesures imparfaites ou partielles, et des problèmes associés à la nécessité de mesures adéquates pour le calcul du xCO2, les observations basées sur l’imagerie satellitaire peuvent aussi être comparées avec des observations basées en station au sol, tels que celles du réseau TCCON (en). 

## Liste des instruments satellitaires
| Instrument/satellite    | Institution principale                   | Dates de fonctionnement  | Sondages journaliers utilisables théoriquement | Taille des sondages approximative | Données publiques                      | Notes                                                                                            | Ref    |
| HIRS-2/TOVS (NOAA-10)   | NOAA (États-Unis)                        | Juillet 1987 - Juin 1991 |                                                | 100 x 100 km                      | Non                                    | Les mesures de CO2 n’étaient pas l’objectif premier de la mission                                | [ 20 ] |
| IMG (ADEOS-I)           | NASDA (Japon)                            | 17/08/1996-Juin 1997     | 50                                             | 8 x 8 km                          | Non                                    | Système FTS                                                                                      | [ 21 ] |
| SCIAMACHY (ENVISAT)     | ESA, IUP Université de Brême (Allemagne) | 1/3/2002-Mai 2012        | 5 000                                          | 30 x 60 km                        | Oui                                    |                                                                                                  | [ 23 ] |
| AIRS (Aqua)             | JPL (États-Unis)                         | 4/5/2002-en cours        | 18 000                                         | 90 x 90                           | Oui                                    |                                                                                                  | ,      |
| IASI (MetOp)            | CNES/EUMETSAT (ESA)                      | 19/10/2006               |                                                | 20-39 km de diamètre              | Oui (seulement quelques jours)         |                                                                                                  | [ 28 ] |
| GOSAT                   | JAXA (Japon)                             | 23/01/2009-en cours      | 10 000                                         | 10.5 km de diamètre               | Oui                                    | Première mission dédiée à haute précision (<0,3 %), mesure également le méthane (CH4)            | ,      |
| OCO                     | JPL (États-Unis)                         | 24/2/2009                | 100 000                                        | 1,3 x 2,2 km                      | N/A                                    | N’a pu être placé en orbite                                                                      |        |
| OCO-2                   | JPL (États-Unis)                         | 2/7/2014-en cours        | 100 000                                        | 1,3 x 2,2 km                      | Oui                                    | Haute précision (<0,3 %)                                                                         | [ 34 ] |
| GHGSat-D (ou Claire)    | GHGSat (Canada)                          | 21/6/2016-en cours       | ~2-5 images, 10 000 pixels                     | 12 x 12 km, résolution de 50 m    | Disponible uniquement pour partenaires | CubeSat et spectromètre imageur utilisant un interféromètre de Fabry-Perot                       | [ 35 ] |
| TanSat (ou CarbonSat)   | CAS (Chine)                              | 21/12/2016-en cours      | 100 000                                        | 1 x 2 km                          | Oui (Radiances L1B)                    |                                                                                                  | ,      |
| GAS FTS à bord de FY-3D | CMA (Chine)                              | 15/11/207-en cours       | 15 000                                         | 13 km de diamètre                 | Non                                    |                                                                                                  | ,      |
| GMI (GaoFen 5)          | CAS (Chine)                              | 8/8/2018-en cours        | 10 000 +                                       | 9,7 km de diamètre                | Non                                    | Interféromètre spatial hétérodyne                                                                | ,      |
| GOSAT-2 (en)            | JAXA (Japon)                             | 29/10/2018-en cours      | 10 000 +                                       | 9,7 km de diamètre                | Oui (Radiances L1 B)                   | Va également mesurer le CH4 et le CO                                                             | [ 47 ] |
| OCO-3 (en)              | JPL (États-Unis)                         | 4/5/2019-en cours        | 100 000                                        | <4,5 x 4,5 km                     | Oui                                    | Amarré à la station ISS                                                                          | [ 50 ] |
| MicroCarb               | CNES (France)                            | Attendu en 2023          | ~30 000                                        | 4.5 x 9 km                        |                                        | Susceptible d’également mesurer le CH4                                                           | [ 51 ] |
| GOSAT-GW                | JAXA (Japon)                             | Attendu en 2024          |                                                |                                   |                                        |                                                                                                  |        |
| GeoCARB                 | Université de l'Oklahoma                 | Attendu en 2023          | ~800 000                                       | 3 x 6 km                          |                                        | Premier satellite d’observation géosynchrone centré sur le CO2, mesure également le CH4 et le CO | ,      |

### Mesures de la colonne partielle
En plus des mesures de CO2 sur la totalité de la colonne d’air jusqu’au sol, il y’a eu de nombreux sondages annexes qui ont mesuré le CO2 en périphérie de la haute-atmosphère, ainsi que certains instruments thermiques mesurant la haute-atmosphère de jour comme de nuit.
- Des sondages de l’atmosphère par l’utilisation de la technologie SABER (Broadband Emission Radiometry, Radiométrie des émissions à large spectre) embarquée à bord du TIMED, dont le lancement a eu lieu le 7 décembre 2001, ont été faits dans la mésosphère et la basse thermosphère dans les bandes thermiques [54].
- ACE-FTS (Atmospheric Chemistry Experiment - Fourier Transform Spectrometer), à bord du SCISAT-1 (en), lancé le 13 août 2003, mesure le spectre solaire, duquel des profils de CO2 peuvent être calculés [55].
- SOFIE (Solar Occultation For Ice Experiment) est un sondeur atmosphérique à bord du satellite AIM lancé le 25 avril 2007 [56].

### Missions conceptuelles
Il y a eu d’autres missions conceptuelles ayant passé des évaluations initiales, mais n’ont pas été sélectionnées pour devenir de véritables systèmes d’observation de la Terre et des GES. Ces missions sont : 
- Détection active du CO2 nocturne, diurne, et saisonnière (ASCENDS) qui est une mission basée sur la technologie LIDAR [57]
- GeoFTS (Spectromètre de Fourier géostationnaire) [58]
- Mission d’imagerie atmosphérique des régions nordiques (AIM-North), impliquant une constellation de deux satellites en orbite elliptique centrées sur les latitudes boréales terrestres [59],[60]. Ce concept est en étude Phase 0 en 2019-2020.
- CarbonMonitoringSatellite (CarbonSat) était un concept pour une satellite d’imagerie avec une couverture globale atteinte tous les 6 jours. Cette mission n’a jamais dépassé la phase conceptuelle [61]